# Bürotechnik- & Banken-Museum
Das Bürotechnik- & Banken-Museum ist ein privat geführtes Technikmuseum zur Geschichte der Bürotechnik und des Bankenwesens. Es befindet sich im Ortsteil Seckenhausen der Gemeinde Stuhr im niedersächsischen Landkreis Diepholz.
Die bürotechnischen Gegenstände wurden in über 25-jähriger Tätigkeit von Alois Brefka, der bis zum Jahr 2010 bei der Volksbank Groß Mackenstedt beschäftigt war, gesammelt. Das Museum zeigt auf Schautafeln und in Vitrinen Exponate zur Geschichte des Geldes, historische Büromaschinen (Rechen- und Schreibmaschinen), Sparbücher und Spardosen.
Das Museum ist seit dem Jahr 2011 individuell nach Vereinbarung geöffnet.